# مایکل تلان
مایکل تلان (انگلیسی: Michael Tolan؛ ۲۷ نوامبر ۱۹۲۵ – ۳۱ ژانویهٔ ۲۰۱۱) هنرپیشه اهل ایالات متحده آمریکا بود. وی بین سال‌های ۱۹۵۱ تا ۲۰۰۷ میلادی فعالیت می‌کرد.
از فیلم‌هایی که وی در آن نقش داشته‌است، می‌توان به اینطور چیزها و جان و ماریاشاره کرد.